# Exoszféra

A földi légkör szerkezete

Az exoszféra a földi légkör legfelső, kb. 500 km feletti rétege, felső határa 10 000 km. Hőmérséklete nappal, a Nap sugarainak hatására 1000 °C körülire emelkedik, majd éjszaka az abszolút nulla fokhoz (0 kelvin) közelire hűl le. Itt még előfordul atomos formában az oxigén és a nitrogén, de alsó részében már a hélium, felette pedig az atomos állapotú hidrogén az uralkodó gáz. Anyagai fokozatosan átmennek a bolygóközi tér ritka anyagába. Elektromágneses jelenségeket mutat.